# Li’l Abner (1959)
Li’l Abner ist ein Musical aus dem Jahr 1959, das auf dem gleichnamigen Comic von Al Capp und dem erfolgreichen Broadway-Musical von 1956 basiert. Der Film wurde von Norman Panama produziert und von Melvin Frank (Mitautor der Broadway-Produktion) inszeniert. Es war der zweite Film, der auf dem Comic basierte, der erste war der gleichnamige RKO-Film aus dem Jahr 1940.

## Handlung
Es ist ein „typischer Tag“ in Dogpatch, U.S.A., einem Hinterwäldlerdorf, in dem Abner Yokum mit seinen Eltern lebt. Mammy Yokum besteht darauf, dass Abner seine tägliche Dosis „Yokumberry-Tonikum“ bekommt, obwohl er schon erwachsen ist. Er ist in Daisy Mae Scragg verliebt (obwohl er sie nicht heiraten will) und sie in ihn; Abners Rivale um ihre Zuneigung ist der dreckigste Rassler der Welt, Earthquake McGoon.
Der Sadie-Hawkins-Tag steht vor der Tür. An diesem Tag „jagen die Mädchen den Männern hinterher und heiraten, wen sie erwischen“, wie Senator Jack S. Phogbound sagt. Doch dann erfahren die Bürger von Dogpatch, dass ihre Stadt zum überflüssigsten Ort des Landes erklärt wurde – und zum Ziel einer Atombombe werden soll, weil das Atomtestgelände in der Nähe von Las Vegas angeblich den reichen Spielern dort das Leben verdirbt.
Die Bewohner von Dogpatch sind zunächst froh, wegzukommen. Sie ändern ihre Meinung, als Mammy Yokum sie auf einige der schrecklichen Bräuche hinweist, an die sie sich anpassen müssen, wie regelmäßiges Baden und (am schlimmsten) Arbeiten gehen. Die Dogpatchers sind nun entschlossen zu bleiben und zu versuchen, etwas über ihre Stadt herauszufinden, um sie zu retten. Dr. Rasmussen T. Finsdale, der Wissenschaftler der Regierung, der für die Bombentests zuständig ist, lehnt alle ihre Vorschläge ab. Doch Mammy bringt ihr „Yokumberry Tonic“ mit, die Substanz, die Abner zu dem gut aussehenden, muskulösen und starken Mann gemacht hat, der er ist. Der einzige Baum der Welt, an dem Yokumberries wachsen, steht im Garten der Yokums. So wird die Stadt Dogpatch für die Außenwelt „unentbehrlich“.
In der Zwischenzeit ist auch ein habgieriger Geschäftsmann namens General Bullmoose hinter dem Tonic her, weil er es vermarkten könnte (als „Yoka-Cola“, wie er Abner erzählt), und er wendet seine List an, um auf unehrliche Weise an das Tonic zu kommen. Dies geschieht mit Appassionata von Climax, der Geliebten des Generals. Er heckt einen Plan aus, um Frau von Climax dazu zu bringen, Li’l Abner zu heiraten, wodurch Abner getötet wird und Climax Eigentümerin des Tonic wird, „durch gemeinsames Eigentum“, und es Bullmoose übergibt.
Er befiehlt Climax, am Sadie Hawkins Day am Rennen teilzunehmen. Sie fängt Li’l Abner (mit Hilfe von Evil Eye Fleegle) und Daisy Mae ist untröstlich. Doch dann erfahren Daisy, Mammy, Pappy und Marryin’ Sam (durch Mammys „Beschwörungskraft“), was General Bullmoose vorhat, und Daisy verspricht McGoon zu heiraten, wenn er ihnen hilft, Abner zu retten. McGoon willigt ein und trommelt fast alle Einwohner von Dogpatch zusammen, um an der Rettungsaktion in Washington teilzunehmen.
McGoon und die anderen Dogpatchers stören die Party der Gesellschaft, auf der Abner einen Toast aussprechen soll, bevor der Bannfluch über ihn verhängt wird – und der Spender des Bannfluchs, Evil Eye Fleegle, sagt, dass der Bannfluch nur wirkt, wenn der Betreffende Alkohol getrunken hat. Also verlangt Bullmoose einen Champagner-Toast. Fleegle schlägt mit seinem Truth Whammy zu, aber McGoon lenkt ihn mit einem Silbertablett ab – und der Whammy trifft Bullmoose, der seinen Plan gesteht.
Das Yokumberry-Tonikum ist ein Fehlschlag: Obwohl es die Testpersonen gesund und muskulös macht, interessieren sie sich nicht für Romantik... zum Leidwesen ihrer Frauen. (Das erklärt auch, warum Abner sich so lange geweigert hat, Daisy zu heiraten). Zurück in Dogpatch – nach der Ablehnung des Tonic geht die Bombardierung weiter – steht die Hochzeit von McGoon und Daisy Mae bevor; Romeo Scragg und seine Verwandten sind bewaffnet, um Marryin’ Sam daran zu hindern, die Hochzeit zu feiern. Daisy Mae hat ihren eigenen Plan – sie zeigt McGoon den Rest ihrer Scragg-Verwandtschaft (darunter „Priceless and Liceless“ Scragg und die „Bar Harbor Scraggs“, die „aus allen Häfen des Landes verbannt wurden“), und er macht einen Rückzieher.
Dr. Finsdale ordnet den Abbruch der Hochzeit an, um die Gäste zu evakuieren. Pappy Yokum und einige andere Dogpatchers beginnen, ein Reiterstandbild von Jubilation T. Cornpone (dem Gründer der Stadt) von einem hohen Sockel zu reißen, und behaupten, dass sie ohne es nicht gehen würden. Eine Steintafel fällt herunter und es stellt sich heraus, dass sie eine Inschrift trägt, die von Abraham Lincoln in Auftrag gegeben wurde, der die Stadt Dogpatch wegen Cornpones Unfähigkeit als konföderierter General zum „Nationalheiligtum“ erklärte. Abner gibt zu bedenken: „Man kann kein Nationalheiligtum bombardieren“, und Finsdale lenkt ein, sagt die Bombardierung ab und gibt Abner und Daisy die Freiheit zu heiraten.

## Produktion

### Besetzung
Fast alle Hauptfiguren im Film wurden von denselben Darstellern gespielt, die die Rolle auch am Broadway verkörperten. Nennenswerte Ausnahmen sind Daisy Mae (am Broadway gespielt von Edie Adams), Climax’ Appassionata (auf der Bühne gespielt von Tina Louise) und Mammy Yokum (auf der Bühne gespielt von Charlotte Rae) Jerry Lewis hat einen kurzen Cameo-Auftritt als Itchy McRabbit.

### Musik
Mehrere Songs mit Musik von Gene De Paul und Texten von Johnny Mercer wurden direkt von der Broadway-Produktion übernommen, aber die Originalteile der Filmmusik wurden von Nelson Riddle und Joseph J. Lilley geschrieben und dirigiert, was ihnen 1960 eine Oscar-Nominierung für die beste Filmmusik und Riddle eine Grammy-Nominierung für das beste Soundtrack-Album einbrachte. Der Film kam am 11. Dezember 1959 durch Paramount Pictures in die Kinos.

## Kritiken
Bosley Crowther vom New York Times schrieb: „Wenn man nicht gerade allergisch auf schlechte Grammatik und Cartoon-Schlagfertigkeit reagiert, kann man sich mit Li'l Abner gut amüsieren, besonders wenn man ein Kind ist.“
Variety schrieb: „Das Musical ist lebhaft, farbenfroh und melodiös, in jeder Hinsicht klug inszeniert.“
John L. Scott of the Los Angeles Times described the film as „delightful nonsense“ with dance numbers that „are explosions of energy that set one's feet to twitching.“
Harrison's Reports schrieb, dass sich der Film „merklich verlangsamt, wenn er in eine komplizierte Handlung eintaucht", aber "die Melodien von Johnny Mercer sind spritzig, wenn auch nicht denkwürdig, und die von Dee Dee Wood inszenierten Tänze sind ein reines Vergnügen.“
Richard L. Coe von der Washington Post meinte: „Li'l Abner ist ein großer, farbenfroher Spaß, und ich glaube, sogar Al Capp wäre damit zufrieden.“
Das Monthly Film Bulletin urteilte: „Die Tänze sind frisch und energiegeladen, aber wie der ganze Film leiden sie unter der flachen und ungeschickten Regie. Panama und Frank versuchen nicht mehr als eine reine VistaVision-Aufnahme ihres Broadway-Musicals und zeigen eine völlige Gleichgültigkeit gegenüber den Möglichkeiten, eine so attraktive Nummer wie 'If I Had My Druthers' zu inszenieren.“
John McCarten vom The New Yorker schrieb: „Am Broadway war die Show primitiv; im Film ist sie neandertalisch.“

## Auszeichnungen
| Auszeichnung             | Jahr | Kategorie                                                                                | Empfänger                       | Resultat  |
| ------------------------ | ---- | ---------------------------------------------------------------------------------------- | ------------------------------- | --------- |
| Oscar                    | 1960 | Beste Filmmusik (Musical)                                                                | Nelson Riddle, Joseph J. Lilley | Nominiert |
| Golden Globes            | 1960 | Bester Film – Komödie oder Musical                                                       | Li’l Abner                      | Nominiert |
| Grammy Awards            | 1961 | Best Sound Track Album or Recording of Original Cast From a Motion Picture or Television | Nelson Riddle                   | Nominiert |
| Laurel Award             | 1960 | Top Musical                                                                              | Li’l Abner                      | Nominiert |
| Writers Guild of America | 1960 | Best Written American Musical                                                            | Norman Panama, Melvin Frank     | Nominiert |